# Roddy Ricch
Rodrick Wayne Moore, Jr. (Compton, 22 de outubro de 1998), mais conhecido por seu nome artístico Roddy Ricch, é um rapper, cantor e compositor norte-americano. Ele ficou conhecido em 2019 quando lançou "The Box".
Ele assinou contrato com a Atlantic Records através de seu selo, Bird Vision Entertainment. Ele lançou sua mixtape de estreia, Feed Tha Streets em 2017 e Feed Tha Streets II em 2018. Este último chegou ao número 67 na Billboard 200. Ele lançou seu álbum de estreia, Please Excuse Me for Being Antisocial, em dezembro de 2019, que estreou no topo da Billboard 200.

## Vida pessoal
Rodrick Wayne Moore Jr. nasceu em 22 de outubro de 1998 em Compton, Califórnia, onde foi criado. Ricch estudou na Carson Senior High School e na Westchester Enriched Sciences Magnet. Ele passou algum tempo morando em Atlanta, na Geórgia, na juventude. Roddy Ricch começou a cantar a partir dos 8 anos, e começou a fazer batidas a sério aos 16 anos. Em Compton, Ricch era membro da gangue de rua Crips. Ele também teve uma breve passagem na prisão do condado no momento em que sua mixtape, Feed Tha Streets II foi lançada.

## Carreira

### 2017–2019:Feed Tha Streetse colaborações
Em novembro de 2017, ele lançou sua primeira mixtape, Feed Tha Streets, com músicas como "Chase Tha Bag", "Hoodricch" e "Fucc It Up". A mixtape ganhou elogios de rappers como Meek Mill, Nipsey Hussle, DJ Mustard e 03 Greedo. Em março de 2018, ele lançou um EP intitulado Be 4 Tha Fame. Em maio daquele ano, Nipsey Hussle convidou Ricch em um show do PowerHouse em Los Angeles.
Em julho de 2018, ele lançou o single produzido por London on da Track, "Die Young", que ele havia escrito para um amigo de infância, que estava perdido em uma perseguição em alta velocidade e disse em uma entrevista da Genius que havia escrito na noite em que XXXTentacion morreu (com a ajuda de seu primo mais querido). A música que foi dedicada, em parte, ao amigo de infância e seu videoclipe acumula mais de 80 milhões de visualizações no YouTube e 120 milhões de strems no Spotify. Em agosto de 2018, ele lançou o single "Ricch Forever", produzido por DJ Bugsy. Naquele mês, Marshmello lançou uma prévia de uma faixa colaborativa com Ricch "Project Dreams" antes de Ricch aparecer em uma faixa com Nipsey Hussle, "Racks in the Middle", com um recurso e produção de Hit-Boy, lançado em 15 de fevereiro de 2019, tornando-se o primeiro hit do top 40 da Billboard Hot 100, e ganhando um Grammy de Melhor Performance de Rap.
Em outubro de 2018, Meek Mill convidou Ricch em um show da PowerHouse na Filadélfia. Mill também presenteou com ele uma cadeia de "Dreamchasers", aparecendo em seu quarto álbum de estúdio, Championships (2018), no qual ele cantou ao lado de Future e Young Thug na música "Splash Warning" do álbum. Em 2 de novembro de 2018, Ricch lançou sua segunda mixtape, Feed Tha Streets II. O álbum, que apresenta os singles "Die Young" e "Every Season", alcançou o número 67 na Billboard 200 e o número 36 na parada dos principais álbuns de R&B/Hip-Hop. No final do mês, Marshmello visualizou uma nova faixa com Ricch.

### 2019–presente:Please Excuse Me for Being Antisociale "The Box"
Em junho de 2019, ele colaborou com o DJ americano e o produtor musical DJ Mustard na faixa "Ballin", do terceiro álbum de estúdio do Mustard, Perfect Ten, que se tornou a música de maior sucesso do Hotard no Hot 100 como artista principal, chegando ao número 12. A música recebeu uma indicação para Best Rap/Sung Performance no Grammy Awards de 2020. Em dezembro de 2019, ele lançou seu álbum de estreia, Please Excuse Me for Being Antisocial, estreando e alcançando o número um na Billboard 200, e apresentou o single mais de sucesso de Roddy, "The Box", que liderou o Hot 100, bem como "Start wit Me", com Gunna, que chegou ao número 56. Devido à força de "The Box", uma colaboração com DJ Mustard, "High Fashion", que apareceu no álbum, alcançou o top 40 no número 35 da semana. ele alcançou o número um no Hot 100. A música mais tarde alcançou o número 20. A partir de 2020, ele apareceu em várias músicas de outros artistas, incluindo o Nipsey Hussle, "Letter to Nipsey" de Meek Mill, além de "Rockstar" de DaBaby, este último alcançando o número um no Reino Unido e vários outros países, além de ganhar Ricch seu segundo número um na Billboard Hot 100, depois de "The Box". Ricch apareceu no segundo álbum de estúdio de Gunna, Wunna, lançado em maio de 2020, na música "Cooler Than A Bitch".

## Discografia
- "Be 4 tha fame" 2015

- "Feed Tha Streets" 2017

- "Feed Tha Streets 2" 2018

- Please Excuse Me for Being Antisocial (2019)

- "Live Life Fast" (2022)

## Prêmios e indicações
| Ano  | Prêmio        | Categoria                      | Indicação | Resultado | Ref.   |
| ---- | ------------- | ------------------------------ | --------- | --------- | ------ |
| 2020 | Grammy Awards | Melhor Performance de Rap      |           | Venceu    | [ 15 ] |
| 2020 | Grammy Awards | Melhor Performance de Rap/Sung | Indicado  |           | [ 15 ] |
| 2020 | Grammy Awards | Melhor Canção de Rap           |           | Indicado  | [ 15 ] |